# Aziru

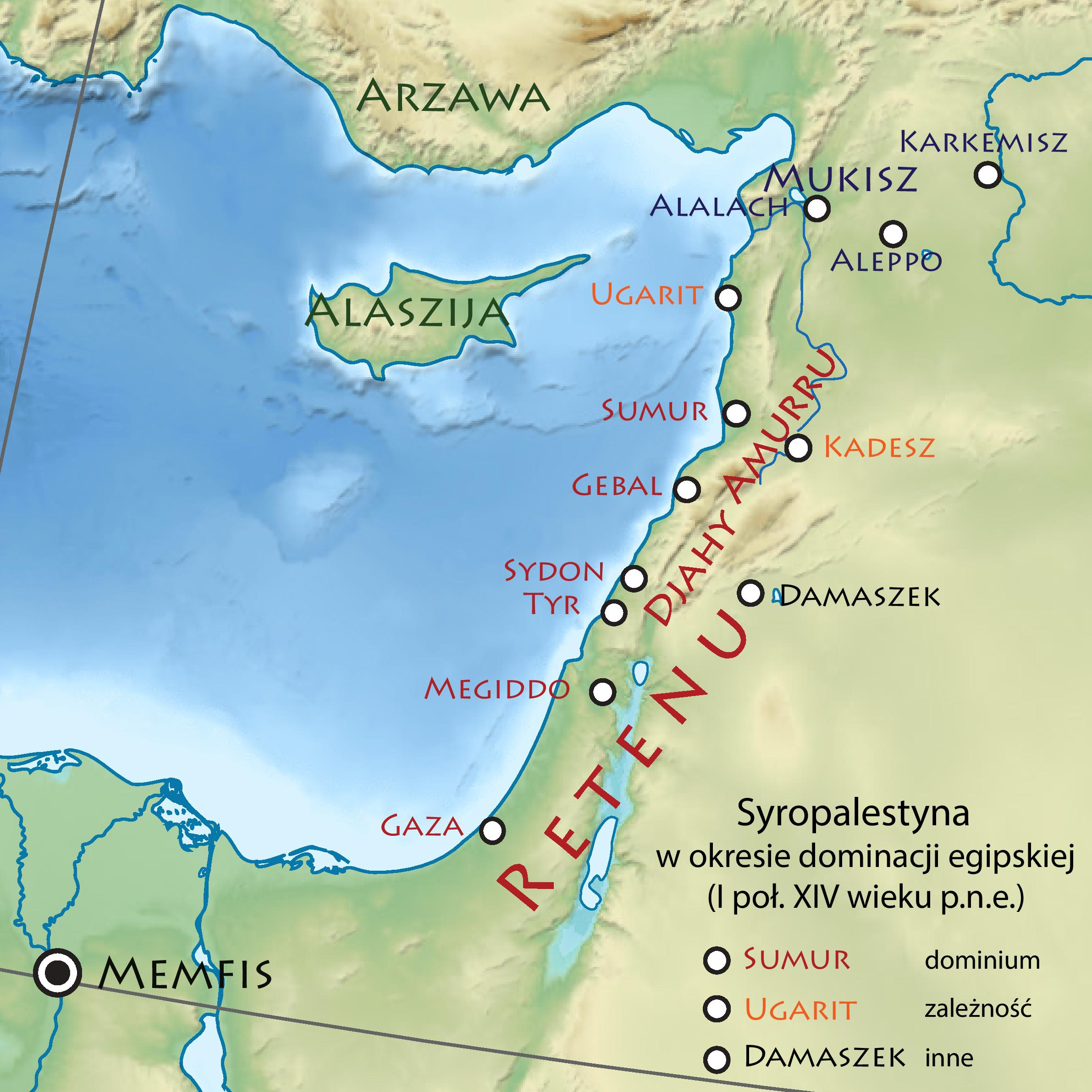
Amurru na mapie Syropalestyny w I poł. XIV wieku p.n.e.

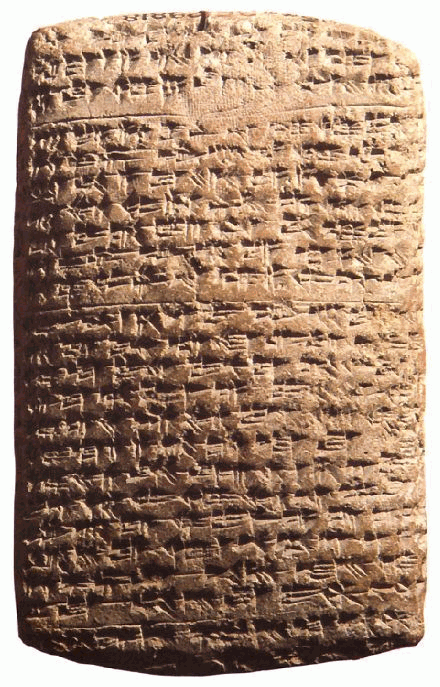
Jedna z tabliczek z Amarny – list Aziru, króla Amurru, do faraona z usprawiedliwieniem nieobecności.

Aziru – władca Amurru (ok. 1350-1320 p.n.e.), syn Abdi-Aszirty i kontynuator jego polityki. Dzięki korespondencji amarneńskiej jedna z lepiej udokumentowanych postaci późnej epoki brązu.

## Aziru a syryjska polityka Hetytów

### Źródła
Jest on wielokrotnie opisywany w listach z Amarna, wśród których zachowało się ok. 15 tabliczek Aziru napisanych do faraona. Problematyczna pozostaje jednak chronologia przedstawionych w nich wydarzeń i toczy się nad nią ożywiona debata. Znany jest także jego traktat z królem hetyckim Suppiluliumą I. 

### Rządy
Krótko po śmierci pierwszego władcy Amurru jego synowie ponownie podporządkowali sobie  wszystkie dotychczasowe zdobycze, po czym zagrozili siedzibie namiestnika egipskiego w Sumur, o czym informują listy władcy Gebal (Byblos) Ribaddiego (EA 103, 104 i 105). Miasto dostało się w ich ręce po długotrwałym oblężeniu, w którym zginął sam namiestnik (EA 106). Aziru w liście do faraona, którego był wasalem, tłumaczył się co prawda, że ten działał na szkodę państwa (EA 157), ale wydaje się, że Echnaton nie dał wiary jego słowom. Zażądał, aby Aziru stawił się na jego dworze i dopiero po ponad roku spędzonym w Amarna, faraon niepokojony wieściami z pogranicza (EA 169 i 170) pozwolił mu na powrót.

### Sojusz z Hetytami
Krótko po tym jego największy oponent w regionie władca Gebal Ribaddi został pozbawiony tronu i prawdopodobnie zamordowany. Faraon oskarżył o to Aziru i zażądał jego ponownego stawienia się nad Nilem (EA 162 i 165). W odpowiedzi Aziru otwarcie wystąpił przeciwko swojemu egipskiemu suzerenowi sprzymierzając się z królem hetyckim Suppiluliumą. W tzw. wojnie jednorocznej wojska hetyckie zajęły całe terytorium Amurru bez reakcji ze strony Egiptu. Aziru pozostał wierny nowemu władcy aż do śmierci. 
Wydarzenia te stanowiły koniec niepodzielnej dominacji egipskiej w Syrii, i stały się zarzewiem przyszłych konfliktów pomiędzy Setim I i Ramzesem Wielkim, a Muwatallisem II zakończonego bitwą pod Kadesz.